# Загроди (Сташовський повіт)
Загроди (пол. Zagrody) — село в Польщі, у гміні Сташув Сташовського повіту Свентокшиського воєводства.
Населення — 141 особа (2011).
У 1975-1998 роках село належало до Тарнобжезького воєводства.

## Демографія
Демографічна структура на день 31 березня 2011 року:
|          | Загалом | Допрацездатний вік | Працездатний вік | Постпрацездатний вік |
| -------- | ------- | ------------------ | ---------------- | -------------------- |
| Чоловіки | 70      | 14                 | 50               | 6                    |
| Жінки    | 71      | 11                 | 44               | 16                   |
| Разом    | 141     | 25                 | 94               | 22                   |